# Бернард Корнвел
Бернард Корнвел (енгл. Bernard Cornwell, рођен 23. фебруара 1944) је британски књижевник. Познат је као аутор историјских романа, који обухватају британску историју од 5. до 19. века. По његовим романима снимљене су серије Последње краљевство (енгл. The Last Kingdom) и Шарпова чета (енгл. Sharpe).

## Дела
Најпознатија дела су му:
- циклус романа о Ричарду Шарпу (енгл. Sharpe stories), британском официру у Наполеоновим ратовима. Већи број ових романа је екранизован од 1993. до 2008, са Шоном Бином у главној улози.[2]
- циклус романа о краљу Артуру (енгл. Warlord Chronicles).[3]
- циклус романа из стогодишњег рата (енгл. The Grail Quest).
- циклус романа о Алфреду Великом и уједињењу Енглеске (енгл. The Saxon Stories). Већи део ових романа је екранизован од 2015. до данас, као серија Последње краљевство (енгл. The Last Kingdom).[1]